# Брајс Далас Хауард
Брајс Далас Хауард (енгл. Bryce Dallas Howard; 2. март 1981) америчка је глумица, сценаристкиња и редитељка.
Прву филмску улогу остварила је 1989. године у филму Савршени тата свог оца Рона Хауарда, након чега је наступала у позоришту и играла мање улоге на филму. Пажњу јавности привукла је трилерима Село и Госпа из воде М. Најта Шамалана и филмом Како вам драго Кенета Бране који јој је донео номинацију за награду Златни глобус.
Широј јавности позната је по улогама у блокбастерима Спајдермен 3, Сумрак сага: Помрачење и Терминатор: Спасење, који су њени комерцијално најуспешнији филмови. Године 2011. играла је споредне улоге у драмама Служавке и 50/50 које су наишле на добар пријем код критичара. Године 2015. наступила је у филму Свет из доба јуре, четвртом делу познатног серијала Парк из доба јуре.

## Филмографија
| Филмови |                                        |               |                                | |
| Година  | Српски назив                           | Изворни назив | Улога                          | Напомене |
| 1989.   | Савршени тата                          |               | црвенокоса девојчица у публици | статиста |
| 1995.   | Аполо 13                               |               | девојка у жутој хаљини         | статиста |
| 2000.   | Како је Гринч украо Божић              |               |                                | |
| 2004.   | Књига љубави                           |               | Хедер                          | |
| 2004.   | Село                                   |               | Ајви Елизабет Вокер            | номинација - Награда Емпајер за најбољу глумицу номинација - Награда Емпајер за најбољег новајлију номинација - МТВ филмска награда за највеће глумачко откриће                                                                    |
| 2005.   | Мандерлеј                              |               | Грејс Маргарет Малиган         | |
| 2006.   | Како вам драго                         |               | Розалинд                       | номинација - Златни глобус за најбољу глумицу у мини-серији или ТВ филму |
| 2006.   | Госпа из воде                          |               | Стори                          | |
| 2006.   | Орхидеје                               |               |                                | кратки филм; сценаристкиња, редитељка |
| 2007.   | Спајдермен 3                           |               | Гвен Стејси                    | |
| 2009.   | Терминатор: Спасење                    |               | Кејт Конор                     | |
| 2009.   | Нестанак непроцењивог дијаманта        |               | Фишер Вилоу                    | |
| 2010.   | Сумрак сага: Помрачење                 |               | Викторија                      | МТВ филмска награда за најбољу тучу (са Завијером Самјуелом и Робертом Патинсоном) |
| 2010.   | Други живот                            |               | Мелани                         | |
| 2011.   | Служавке                               |               | Хили Холбрук                   | Награда Удружења филмских глумаца за најбољу филмску поставу Награда Сателит за најбољу глумачку поставу (филм) номинација - МТВ филмска награда за најбољу филмску поставу номинација - МТВ филмска награда за најбољег негативца |
| 2011.   | 50/50                                  |               | Рејчел                         | |
| 2012.   | Сумрак сага: Праскозорје — 2. део      |               | Викторија                      | архивски снимак |
| 2015.   | Свет из доба јуре                      |               | Клер Диринг                    | номинација - Награда Удружења телевизијских филмских критичара за најбољу глумицу у акционом филму |
| 2016.   | Злато                                  |               | Кеј                            | |
| 2016.   | Питов змај                             |               | Грејс                          | |
| 2016.   | Црно огледало                          |               |                                | ТВ серија |
| 2018.   | Свет из доба јуре: Уништено краљевство |               | Клер Диринг                    | |
| 2022.   | Свет из доба јуре: Надмоћ              |               | Клер Диринг                    | |
| 2024.   | Аргајл                                 |               | Ели Конвеј                     | |